# Rety
Rety là một xã trong tại tỉnh Pas-de-Calais trong vùng Hauts-de-France của Pháp.

## Địa lý
Rety là một xã công nghiệp nhẹ và nông trại, có 15 làng. Xã có cự ly khoảng 9 dặm (14 km) về phía đông bắc Boulogne, tại giao lộ của các tuyến đường D232, D243 và D127, bên hai bờ sông Slack.

## Dân số
| 1962                                                              | 1968 | 1975 | 1982 | 1990 | 1999 | 2006 |
| ----------------------------------------------------------------- | ---- | ---- | ---- | ---- | ---- | ---- |
| 1622                                                              | 1633 | 1617 | 1707 | 1809 | 1924 | 1942 |
| Số liệu điều tra dân số tính từ năm 1962, dân số chỉ tính một lần |      |      |      |      |      |      |

## Địa điểm nổi bật
- Nhà thờ St.Martin, thế kỷ 15.
- Lâu đài thế kỷ 19 Austruy.